# Великі Яльчики
Великі Я́льчики (рос. Большие Яльчики, чув. Аслӑ Елчӗк) — село у складі Яльчицького району Чувашії, Росія. Адміністративний центр та єдиний населений пункт Великояльчицького сільського поселення.
Населення — 1800 осіб (2010; 2160 у 2002).
Національний склад:
- чуваші — 100 %